# UUCall
UUCall是“中華電信（香港）國際有限公司”（原悠优）推出的即时语音通讯软件。

## 优点
1. 可以直接拨打固定电话和部分移动电话，也可拨打境外电话；
2. UUCall软件小，无需安装即可使用；
3. 境内电话、通往发达国家与地区的国际长途以及港澳台电话价格低廉。

## 缺点
1. 软件每一版本的升级较慢；
2. 软件的界面较为大众化，不够新颖；
3. 目前只有PC客户端以及安卓客户端。

## 特殊服务
提供两个特殊服务号码（免费）：
- 80000——提供优质的超级小霸王服务；
- 80099——提供音质极高的语音测试功能。

## 关于“中華電信（香港）國際有限公司”
2009年12月28日，UUCall被并入“中華電信（香港）國際有限公司”。该公司在香港电讯管理局的注册为“1533 中華電信（香港）國際有限公司”，英文为“1533 Chunghwa Telecom (Hong Kong) International Group Company Limited”（类似于中国电信（香港）国际有限公司的“China Telecom (Hong Kong) Int'l Limited”）。

## 竞争对手
- Skype
- 阿里通
- 爱聊
- Mediaring Talk
- Globe7
- KC